# Parafia św. Teresy od Dzieciątka Jezus w Gromadzicach
Parafia świętej Teresy od Dzieciątka Jezus w Gromadzicach – parafia rzymskokatolicka, znajdująca się w diecezji sandomierskiej, w dekanacie Szewna.